# St. Marien (Rimbach)

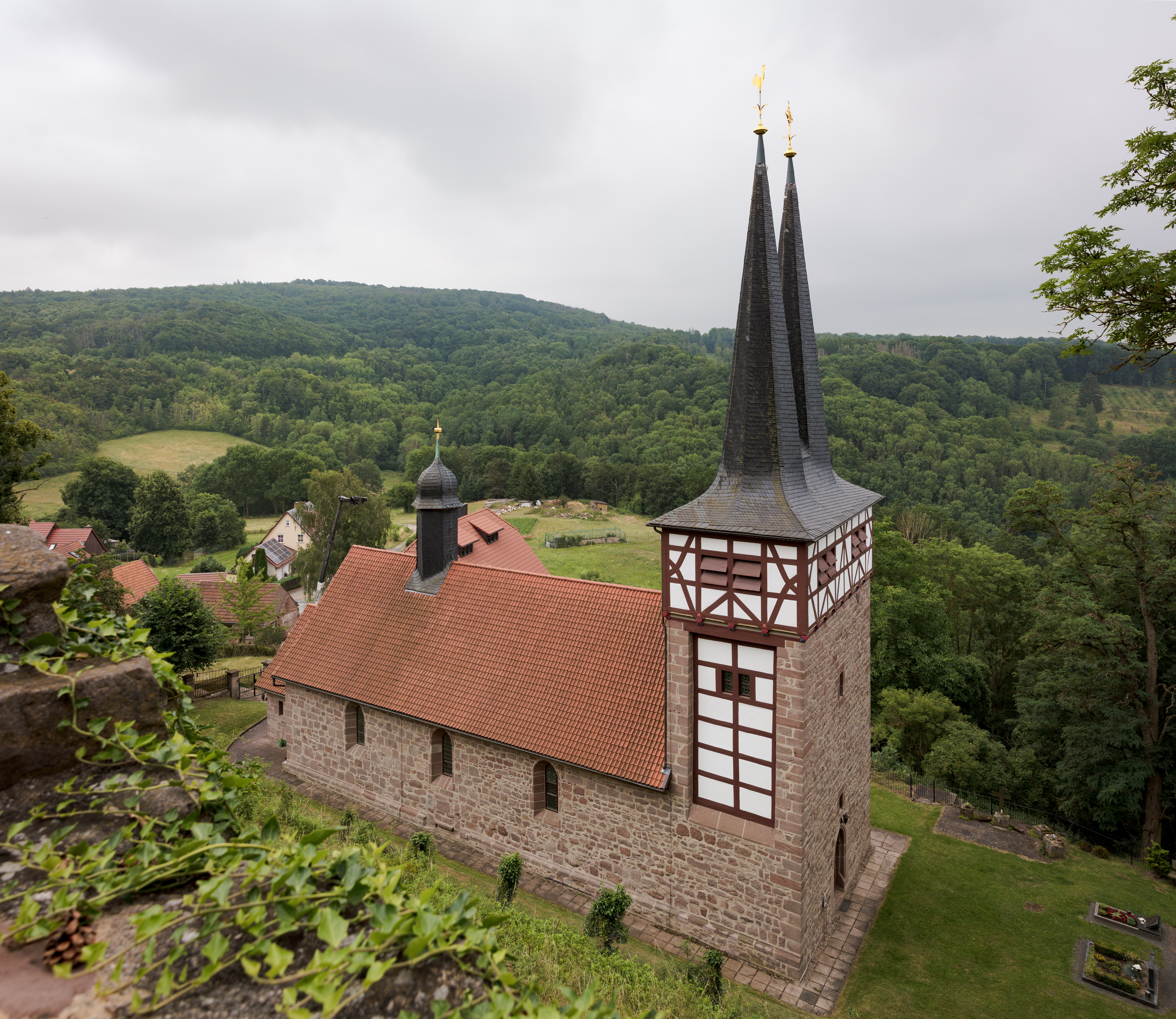
St. Marien im Juli 2023.

Die römisch-katholische Filialkirche St. Marien steht in Rimbach in der Gemeinde Bornhagen im thüringischen Landkreis Eichsfeld. Sie ist Filialkirche der Pfarrei St. Matthäus Arenshausen im Dekanat Heiligenstadt des Bistums Erfurt. Sie trägt das Patrozinium der heiligen Maria Muttergottes.

## Geschichte
Die ursprüngliche Dorfkirche wurde vor 1400 erbaut. Das Dorf und auch die Kirche brannten 1429 Kämpfer der Städte Erfurt, Mühlhausen und Nordhausen nieder. Die stetig wiederkehrenden Wallfahrten der Katholiken zur Pietà der Marienkirche waren Anlass, das Gotteshaus und auch das Dorf alsbald wieder aufzubauen. Da die hansteinischen Gerichtsdörfer und die benachbarten hessischen Dörfer in der Reformationszeit zum evangelischen Glauben übergingen, wurden die Wallfahrten nach Rimbach eingestellt.
Im 12. und 13. Jahrhundert war die Kirche Pfarrei und noch im 15. Jahrhundert das Dorf ein Pfarrkirchdorf. Das Patronatsrecht übten bis 1610 die Herren von Hanstein aus. Von 1570 bis 1598 waren protestantische Pfarrer im Ort. Von 1610 bis 1635 gehörte die Rimbacher Kirche als Filiale zu Kirchgandern, danach zu Gerbershausen.
Anfangs war der Kirchturm der Kirche noch offen, um ihn als Warte zu nutzen. Der heutige, typische Doppelturm der Kirche stammt aus dem Jahre 1921.

## Ausstattung
Der Hochaltar soll aus dem Jahre 1500 stammen und ursprünglich in der Burgkapelle des Hanstein gestanden haben. Der Flügelaltar aus dem Jahre 1401 ist ein spätgotisches Triptychon. Dargestellt ist eine Kreuzigungsgruppe, welche von weiteren Heiligenfiguren, wie Bonifatius gerahmt wird.
Zudem steht im Gotteshaus wohl der älteste Taufstein des Eichsfeldes. Er wurde im Jahr 1406 geschaffen.
Die 14 Kreuzwegfresken an der Nord- und Südwand des Kirchenschiffes sind 1936 von den Würzburger Malern Willi Wolf und Willy Jacob angebracht worden.